# Маунт Брајер (Мериленд)
Маунт Брајер (енгл. Mount Briar) насељено је место без административног статуса у америчкој савезној држави Мериленд.

## Демографија
По попису из 2010. године број становника је 160.
| Група             | 2000.    | 2010.       |
| Белци             | 0 (0,0%) | 155 (96,9%) |
| Афроамериканци    | 0 (0,0%) | 5 (3,1%)    |
| Азијати           | 0 (0,0%) | 0 (0,0%)    |
| Хиспаноамериканци | 0 (0,0%) | 0 (0,0%)    |
| Укупно            | 0        | 160         |